# VERITAS (sonda espacial)
VERITAS és una missió proposada pel Jet Propulsion Laboratory (JPL) de la NASA per fer un mapa amb alta resolució de la superfície del planeta Venus. La combinació de la topografia de la superfície i les dades de la imatge proporcionarien coneixement de la història tectònica i d'impacte de Venus, el temps i els mecanismes del recobriment volcànic i els processos del mantell que en són responsables.
El nom és l'acrònim de Venus Emissivity, Radio Science, InSAR, Topography and Spectroscopy en català «Emissivitat, radioastronomia, InSAR, topografia, i espectroscòpia de Venus».
El novembre de 2024 es va afirmar que l'objectiu era llançar la   missió el juny de 2031.

## Desenvolupament de la proposta

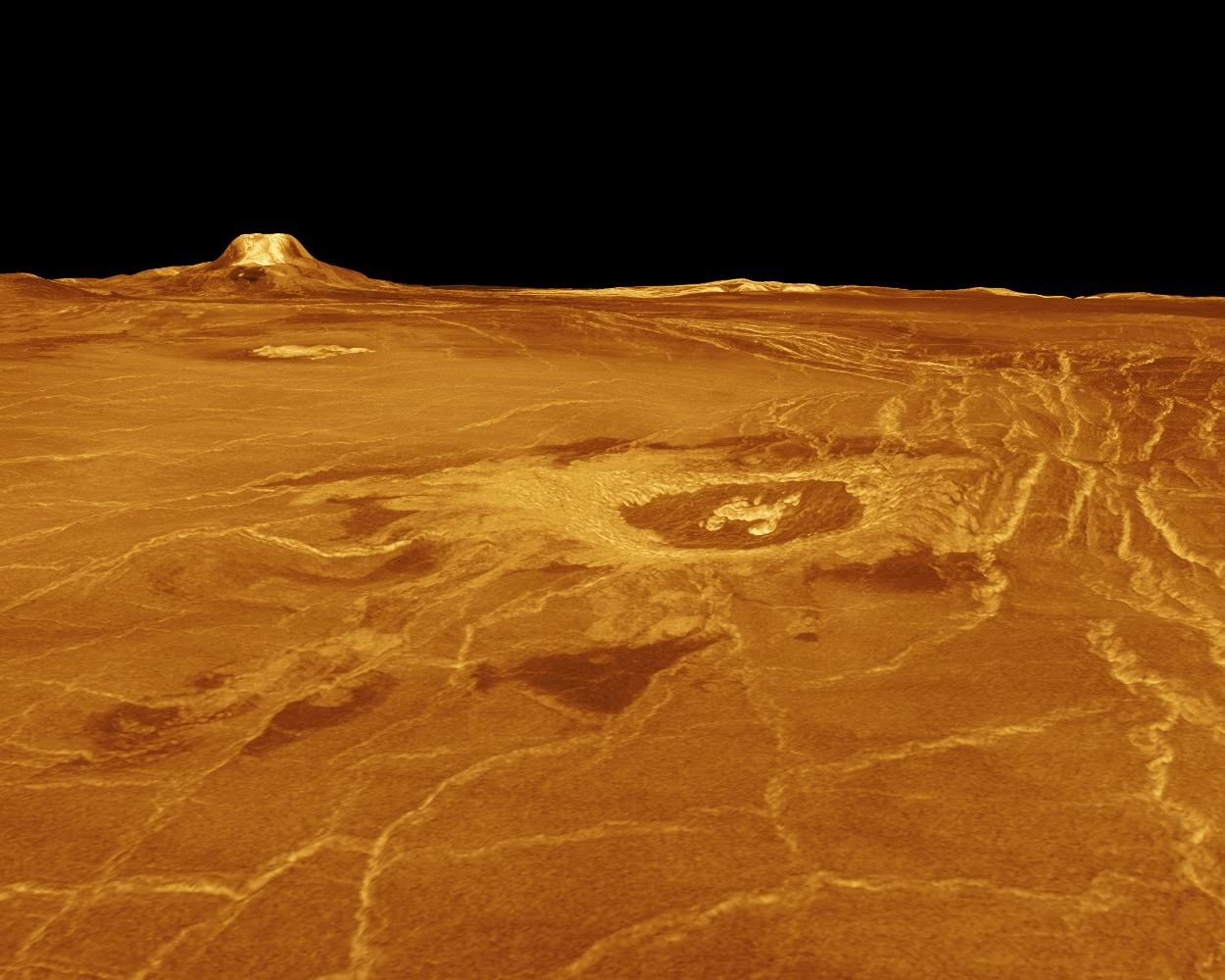
Aquest és un exemple de terreny generat per ordinador de Venus, basat en dades d'un satèl·lit d'imatges de radar en òrbita. Un nou mapa de dades global permetria fer una comparació entre els dos.

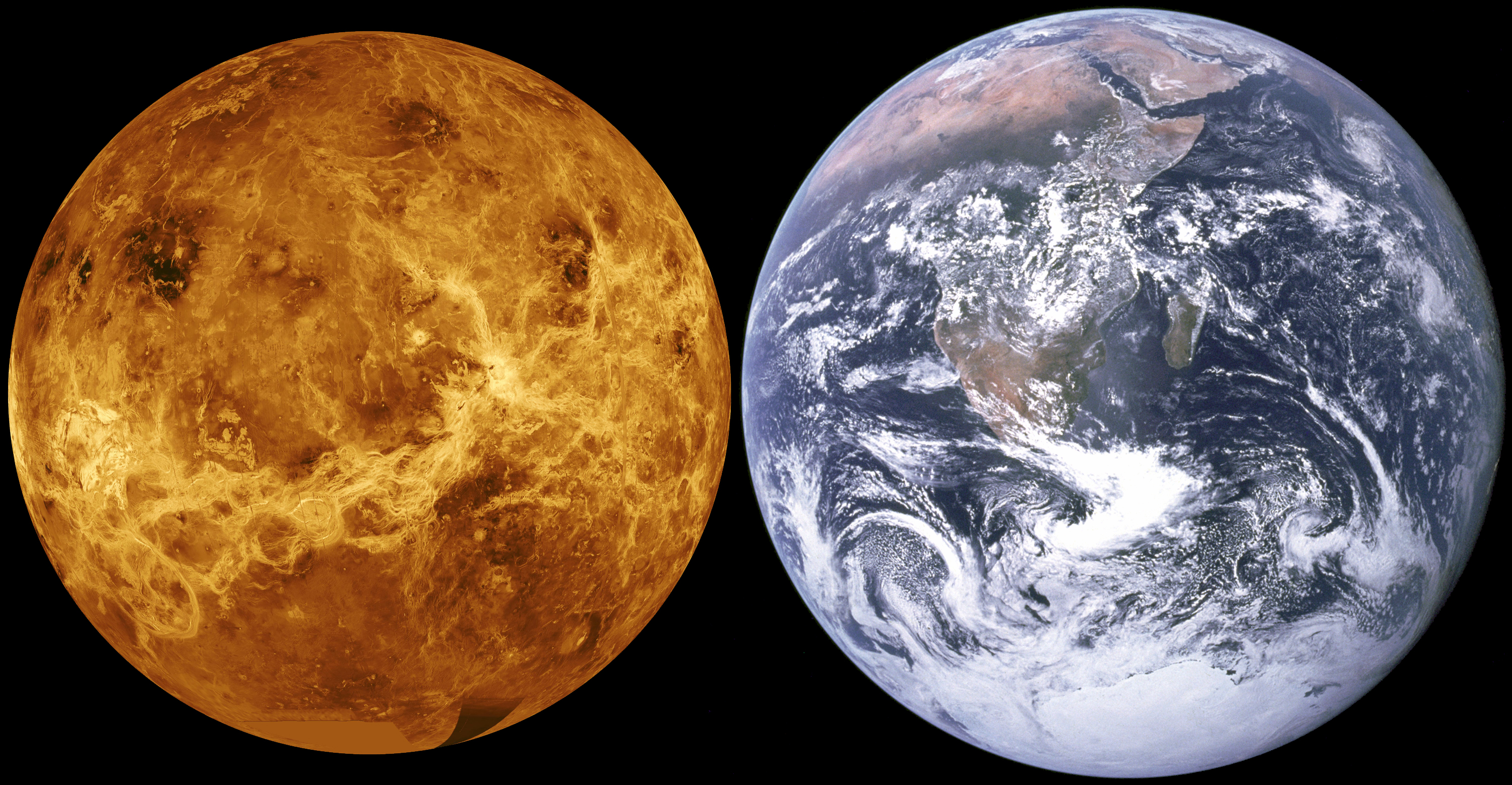
Comparació de la mida de la superfície de Venus i la Terra amb mapes per radar

VERITAS va ser una de les dotzenes de propostes presentades el 2015 per convertir-se potencialment en la Missió #13 del Programa Discovery de la NASA, amb Suzanne E. Smrekar del Jet Propulsion Laboratory (JPL) de la NASA per servir com la Investigadora Principal, i el JPL per dirigir el projecte. El pressupost previst de la NASA per a la Missió Discovery #13 és de 450 milions de dòlars.
El 30 de setembre de 2015 VERITAS va ser seleccionat com un dels cinc finalistes. El 4 de gener de 2017, dues propostes competidores, Lucy i Psique, la va derrotar per ser seleccionada com a missions Discovery 13 i 14, respectivament.
Una reformulació d'aquest concepte de missió, sota els Orígens de Venus del nom Explorer (VOX), va ser proposat dins 2017 per competir per a la propera missió del Programa New Frontiers.
VERITAS fou altra vegada proposada el 2019 dins del marc del Discovery Program. El 2 de juny de 2021, fou seleccionada, juntament amb DAVINCI, per volar com una de les properes missions Discovery. No obstant, els problemes de finançament han comportat un cert endarreriment en la data prevista de llançament de la missió.

## Objectius
VERITAS ha de produir topografia i imatges d'alta resolució de la superfície de Venus i així com els primers mapes de deformació i composició de superfície global, emissivitat tèrmica i camp de gravetat. També intentarà determinar si Venus va allotjar antics entorns aquosos. A més, les dades actualment disponibles suggereixen una activitat vulcànica recent. Aquesta missió podria determinar si el vulcanisme actual està limitat a caps de plomall o està més estès.
Les imatges d'alta resolució s'obtindrien utilitzant un radar de banda X configurat com un radar d'obertura sintètica interferomètrica de pas únic (InSAR) juntament amb una capacitat de mapatge multiespectral d'emissivitat proper a l'infraroig (NIR). VERITAS faria un mapa de la topografia superficial amb una resolució espacial de precisió vertical de 250 m i 5 m i genera imatges de radar amb una resolució espacial de 30 m.
Objectius
1. entendre l'evolució geològica de Venus
2. determinar quins processos geològics estan actualment operant
3. trobar evidència d'aigua passada o present

## Càrrega útil científica
VERITAS està dissenyat per produir topografia i imatges globals d'alta resolució de la superfície de Venus i els primers mapes de deformació i composició de la superfície global, emissivitat tèrmica i camps de gravetat. A bord de la nau espacial, hi haurà dos instruments científics, el Mapa d'Emissitivat de Venus (VEM, sigles de "Venus Emissivity Mapper") i el Radar d'Obertura Sintètica Interferomètrica de Venus (VISAR, sigles de Venus Interferometric Synthetic Aperture Radar):
- VEM (Venus Emissivity Mapper) farà un mapa de l'emissivitat de la superfície usant sis bandes espectrals en cinc finestres atmosfèriques que es veuran a través dels núvols.[9] Serà subministrat pel Centre Aeroespacial alemany (DLR)[10]
- VISAR (Venus Interferometric Synthetic Aperture Radar) generarà un DEM (acrònim de l'anglès Digital Elevation Model, en català model d'elevació digital) amb una precisió de 250 m horitzontal per 5 m d'alçada.[8]